# هارمون جونز
هارمون جونز (بالإنجليزية: Harmon Jones)‏ هو مونتير ومخرج أمريكي وكندي، ولد في 3 يونيو 1911 في ريجاينا في كندا، وتوفي في 10 يوليو 1972 في لوس أنجلوس في الولايات المتحدة بسبب سرطان.

## وصلات خارجية
- هارمون جونز على موقع IMDb (الإنجليزية)
- هارمون جونز على موقع ألو سيني (الفرنسية)
- هارمون جونز على موقع تيرنر كلاسيك موفيز (الإنجليزية)
- هارمون جونز على موقع أول موفي (الإنجليزية)
- هارمون جونز على موقع قاعدة بيانات الأفلام السويدية (السويدية)
- هارمون جونز على موقع قاعدة بيانات الفيلم (الإنجليزية)
- هارمون جونز على موقع كينوبويسك (الروسية)